# Altaïr (yacht)
Pour les articles homonymes, voir Altair.

Altaïr est une goélette franche de 1931, conçu et construit par l'architecte naval écossais William Fife III. Ce yacht classique, comme beaucoup d'autres yachts de plan Fife, navigue surtout en Méditerranée où il participe aux régates estivales, et en mer des Caraïbes durant l'hiver.

## Histoire
Ce yacht a été construit en 1931 sur le chantier naval de William Fife à Fairlie, au bord de la Firth of Clyde, en Écosse. Il porte le numéro de construction 789, l'une de ses dernières réalisations  et aussi l'une de ses rares goélettes. Altaïr est resté dans sa configuration première comme quelques rares voiliers de cette fabrication, à part quelques ajouts de confort intérieur (climatisation, groupe électrogène, électronique de navigation..). Avec son intérieur d'origine et ses aménagements d'époque, il reste le voilier classique le plus authentique encore à flot.
Altaïr est reconnaissable à sa coque de bois peinte en blanc et percée de 4 hublots sur chaque bord. Il possède 5 cabines. L'étrave et l'arrière sont décorés du dragon typique des voiliers Fife.
Avant la seconde guerre mondiale, Altaïr a surtout navigué en Grande-Bretagne. Il a ensuite changé souvent de propriétaire et de zone de navigation. Au début des années soixante il était amarré à Ibiza.
Il a subi plusieurs restaurations, notamment entre 1985 et 1987, par le chantier naval de Fairlie restaurations. Le fait qu'il ait pu conserver autant d'équipements d'origine est dû en grande partie à l'attention son 5e propriétaire, Miguel Sans Mora, pendant 34 ans. Le propriétaire suivant, l'industriel suisse Albert Obrist , qui en avait confié la barre à Paul Goss, a aussi supervisé sa remise en état au chantier naval de Southampton Yacht Services en 1987.
En 1999, le yacht rejoint le chantier naval italien à Cantieri Beconcini à La Spezia. Son propriétaire, un banquier espagnol, est un habitué des régates méditerranéennes.
En 2005, Altair est vendu à un producteur de film américain d'Hollywood et il est de nouveau présent sur le circuit des régates en Méditerranée. 
Après de nombreuses années basé à Cannes où il navigue en croisière en Méditerranée, on le retrouve en 2015 en course à la Panerai Transat Classique  avec son compatriote, la goélette Adventuress.

## Caractéristiques techniques
C'est une goélette franche (à 2 mâts en 2 parties chacun) dont le gréement comporte 1 voile à corne et 1 flèche sur chaque mât ; 2 focs, une trinquette, voile d'étai, spinnakers... pour des combinaisons de voiles très diverses.